# Karl Ilgner
Karl Ilgner, född 27 juli 1862, död 18 januari 1921, var en tysk elektrotekniker.
Karl Ilgner var 1886–1892 verksam vid AEG i Berlin som beräknare och konstruktör av elektriska maskiner, senare även vid Gebrüder Körting och Siemens-Schuckertwerke i Wien, från och med 1907 enbart som konsulterande ingenjör. Han blev hedersingenjör 1911. Ilgner är främst känd för sina delvis på leonardkoppling baserade maskinkonstruktioner för utjämning av belastningsvariationer genom uppmagasinering av energi i stora, snabbt rotende svänghjul av säregen konstruktion, ilgnerhjul. Härvid användes periferhastigheter upp till 150 meter per sekund. Ilgnerhjul användes främst vid större reversingsvalsverk med momentana effektbehov av 10.000 hästkrafter och mer. Anordningen medgav en nästan förlustfri inbromsning och rörelseomkastning.